# مبارك السلطان
مبارك السلطان (بالإنجليزية: Mubarak Al-Sultan)‏؛ مواليد 31 يوليو 1993 في ، السعودية، هو لاعب كرة قدم سعودي يلعب حالياً في نادي الطرف.

## مسيرة اللاعب
لعب مع نادي الفتح ونادي الجيل ونادي الروضة ونادي النجوم ونادي مضر ونادي الطرف.

## روابط خارجية
- مبارك السلطان على موقع قاعدة بيانات كرة القدم.إي يو (الإنجليزية)
- مبارك السلطان على موقع Soccerway.com (الإنجليزية)
- مبارك السلطان على موقع كووورة